# I fantasmi d'Ismael
I fantasmi d'Ismael (Les Fantômes d'Ismaël) è un film del 2017 diretto da Arnaud Desplechin, con protagonisti Mathieu Amalric, Marion Cotillard,
Charlotte Gainsbourg e Louis Garrel.

## Trama
Un regista sta per iniziare le riprese di un nuovo film e la sua vita è immersa nel dolore a causa della moglie Carlotta, scomparsa nel nulla da oltre vent'anni. Ismael nel frattempo si è rifatto una vita con l'astrofisica Sylvia, una donna decisa e indipendente, molto diversa dalla prima moglie. Ma una mattina d'estate, poco prima dell'inizio delle riprese, Carlotta ritorna improvvisamente nella vita di Ismael e Sylvia, gettandoli in una profonda crisi.

## Distribuzione

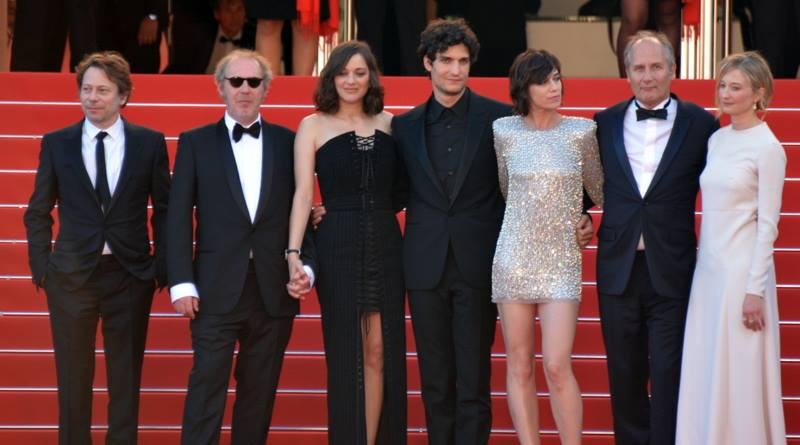
Il cast del film I fantasmi d'Ismael al Festival di Cannes, nel 2017.

La pellicola è stata scelta come film d'apertura della 70ª edizione del Festival di Cannes, dove è stata presentata fuori concorso. L'uscita nelle sale cinematografiche francesi è stata il 22 luglio 2017. In Italia uscirà il 19 aprile 2018, distribuito da Europictures.

## Accoglienza

### Incassi
A livello mondiale la pellicola ha incassato 3,075,562 di dollari.

### Critica
Sul sito Rotten Tomatoes ha ottenuto il 60% delle recensioni professionali positive con un voto medio di 5,5 su 10, basato su 5 critiche.

## Riconoscimenti
- 2018 - Premio Lumière
  - Candidatura per la miglior fotografia a Irina Lubtchansky
  - Candidatura per la migliore musica a Grégoire Hetzel
- 2017 - Munich Film Festival
  - Candidatura per il miglior film internazionale a Arnaud Desplechin
- 2017 - Prix Louis Delluc
  - Candidatura per il miglior film a Arnaud Desplechin